# (1700) Zvezdara
(1700) Zvezdara ist ein Asteroid des Hauptgürtels, der am 26. August 1940 vom serbischen Astronomen Petar Đurković in Belgrad entdeckt wurde.
Der Name des Asteroiden ist von dem Belgrader Stadtteil Zvezdara abgeleitet, in dem das 1934 gegründete Observatorium steht. Zvezdara ist das serbische Wort für Sternwarte.